# Паниковичи

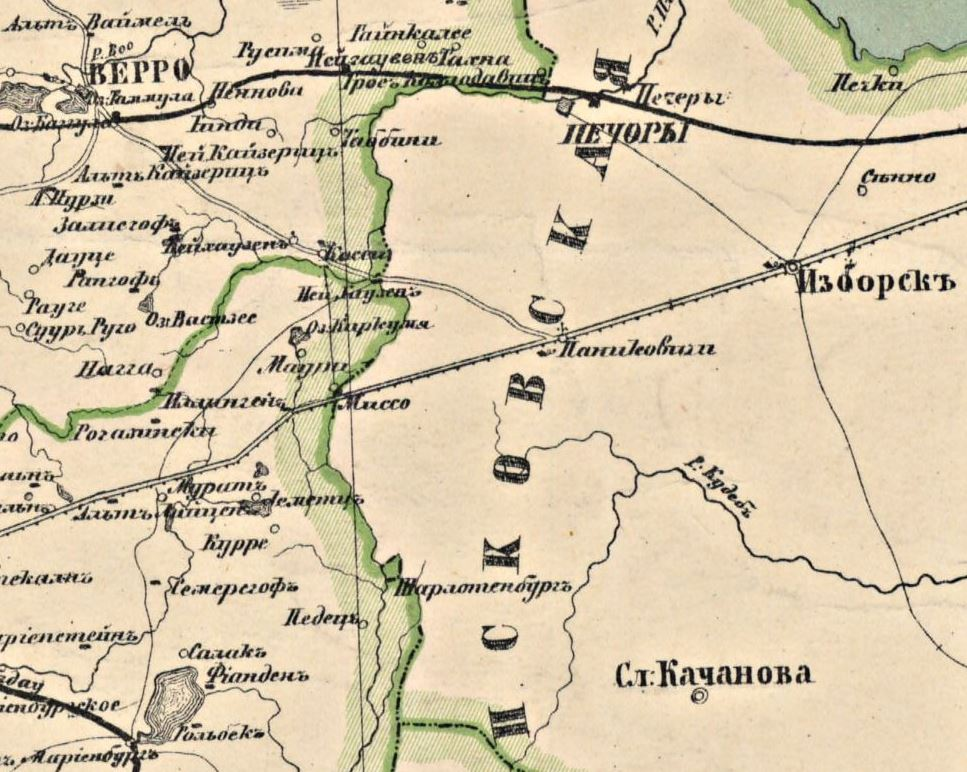
Паниковичи Псковской губ. на карте Лифляндской губ., конец XIX в.

Панико́вичи — деревня в Печорском районе Псковской области России. Входит в состав городского поселения «Печоры».
Расположена на юго-западе района в 18 км к югу от города Печоры.

## Население
| 2001 | 2002 | 2010 |
| ---- | ---- | ---- |
| 423  | ↘357 | ↘316 |

## История
Название деревни – Паниковичи – такое же древнее, как и само поселение. Топонимы с формантами на – ичи, -ицы, появились примерно в VI-VII веках, когда край стали заселять славяне-кривичи. По данным Псковского историко-архитектурного музея-заповедника, средневековое селище возникло в этом месте в XII-XIII веках. Подтверждением тому являются раскопки императорской Археологической комиссии, проведенные летом 1910 года. В настоящее время место нахождения группы курганов не установлено. Название деревни происходит от речки Пониковки, которая «пропадала, поникала» за деревней. Явление исчезающей речки связано с карстовыми формами рельефа нашей местности.
В XIV-XVI веках через поселение проходила древняя дорога от ливонского замка Нейгаузена на Изборск. Паниковская земля страдала от набегов ливонских рыцарей. Самым древним памятником истории в настоящее время являются паниковские жальники, которые работники Печорского филиала Изборского музея-заповедника датируют XV веком. В XVI веке Пониковичи были центром губы (недоступная ссылка — история)., входившей в Изборский уезд.
В начале XX века в Паниковичах работали два предприятия: молокозавод, спиртовой завод. Сырьем для спиртозавода был картофель, возили его из близлежащих деревень. Владельцем заводов был помещик села Паниковичи Вильгельм Гугович Петерсен, председатель Печорского сельскохозяйственного общества, член Псковского археологического общества.
С начала февраля 1918 года Паниковичи заняты германской кайзеровской армией. В ноябре 1918 года их изгоняет Красная армия, но через полгода, в мае 1919, западную часть Псковской губернии занимают соединения Северо-Западной армии и белоэстонские части. В августе Красная армия переходит в наступление освобождая Псков, однако до конца 1919 псковское приграничье остаётся ареной Гражданской войны.
По Тартускому договору с 1920 г. РСФСР уступает Эстонской Республике приграничные волости Псковской губернии. Паниковичи (Pankjavitsa) становятся центром одноимённой (до 1923) волости Печорского уезда Эстонии.
В период с 1920 по 1940 годы в деревне появляются: 3 частных магазина, Банк Еремея Антоновича, аптечный склад, ресторан, каменное здание кузницы Хельстина.
После присоединения Эстонии к СССР в 1940 году село Паниковичи оставалось в пределах административных границ Эстонской ССР.
С августа 1941 по август 1944 года было оккупировано нацистской Германией (в составе Рейхскомиссариата Остланд).
В январе 1945 вместе с другими территориями Псковской губернии РСФСР, которые в 1920 г. отошли Эстонии, Паниковичи перешли Псковской области РСФСР.
До апреля 2015 года — административный центр сельского поселения «Паниковская волость».

## Школа
В 1878 году была открыта Паниковская земская школа Архивная копия от 1 декабря 2017 на Wayback Machine. Преподавателем был Толстохнов Н., окончивший Псковскую учительскую гимназию. В начале XX века учителем в Паниковской школе работал Лукин М.П., участник Первой мировой войны, награжденный Георгиевским крестом. В годы Гражданской войны здание школы сгорело.
К 1931 году была построена новая школа через дорогу от церкви. В связи этническими особенностями местности в школе было 2 отделения – русское и эстонское. Ежегодно школу посещало до 180 человек. Больше было учащихся эстонского отделения. Школа была шестилетняя. Шестой класс – прогимназический.
В 1930-е годы на базе Паниковской школы функционирует Народный дом. Зимой на школьной сцене игрались спектакли, устраивались танцевальные вечера, был создан струнный оркестр. Паниковский русский хор принимал участие в 1-м всегосударственном слёте русских хоров в Нарве 26-27 июня 1937 года.
После 1934 года в Эстонии началось стремительное сворачивание образования на русском языке, к 1938 русские отделения во всех школах "новых территорий", включая школу в Паниковичах, были закрыты.
Во время Великой Отечественной войны школа сгорела. В 1963 году построено новое здание школы.

## Церковь Николая Чудотворца
Первая временная церковь в селе основана около 1541 года печорским игуменом, преподобным Корнилием. В 1697 году сюда был перенесён храм из погоста Тайлово. Самостоятельный приход в Паниковичах выделен лишь в 1771 году. В 1773 году построена деревянная церковь Архивная копия от 11 июня 2016 на Wayback Machine, которая сгорела в 1871 году. В 1877 году, была построена и освящена следующая церковь при содействии местного помещика Казимира Антоновича Богушевского. В 1905 году священник Лапин написал очерк «Церковно-историческое и статистическое описание Паниковской Николаевской церкви и прихода Псковской епархии». В 1913 году крестьянин деревни Воронкино Павел Захаров пожертвовал Паниковской церкви запрестольные киоты. Местный помещик В. Г. Петерсен - 100 рублей на покупку колокола. Церковь сгорела в 1944 году в ходе отступления немцев. 15 июля 2008 года, в день празднования положения честной ризы пресвятой Богородицы во Влахерне, был заложен камень в фундамент строящегося храма в честь святителя Николая. Чин закладки камня совершил Митрополит Псковский и Великолукский Евсевий.

## Известные уроженцы
- Вирве Пылдсам[англ.] (род. 1933) — эстонская спортсменка, метательница копья. Семикратная чемпионка Эстонской ССР: 1952, 1957, 1960, 1961, 1963, 1965 и 1970 годов. На чемпионате Европы 1954 года она завоевала серебряную медаль в метании копья с результатом 49,94 м. Золото завоевала представительница Чехословакии Дана Затопкова с мировым рекордом 52,91 м. В 1952–1963 годах улучшила эстонский рекорд 11 раз (43,70 м - 56,47 м).